# アナ・アバシゼ (弁護士)
アナ・アバシゼ（グルジア語: ანა აბაშიძე、グルジア語ラテン翻字: Ana Abashize、1986年10月29日 – ）は、ジョージアの弁護士、市民活動家。

## 経歴
1986年にグリア州オズルゲティで誕生。ジョージア技術大学法学部を卒業し法学士号を取得。続いてトビリシ国立大学で法学修士を取得。2017年から2018年までワシントンD.C.のアメリカン大学で学んだ。
2007年から2012年までジョージア公選弁護人事務所に勤務。続いて国連女性機関専門職員。女性に対する暴力、男女同権、子供や障害者の権利、等のテーマで複数の分析・研究論文や法案を執筆している。2012年より非政府組織「人権のためのパートナーシップ」代表。